# 丹麥棄兵
丹麥棄兵（英語：Danish Gambit）是國際象棋開局中心開局的一種，走法為：
1.e4 e5 2.d4 exd4 3.c3